# Nicolaas Beets

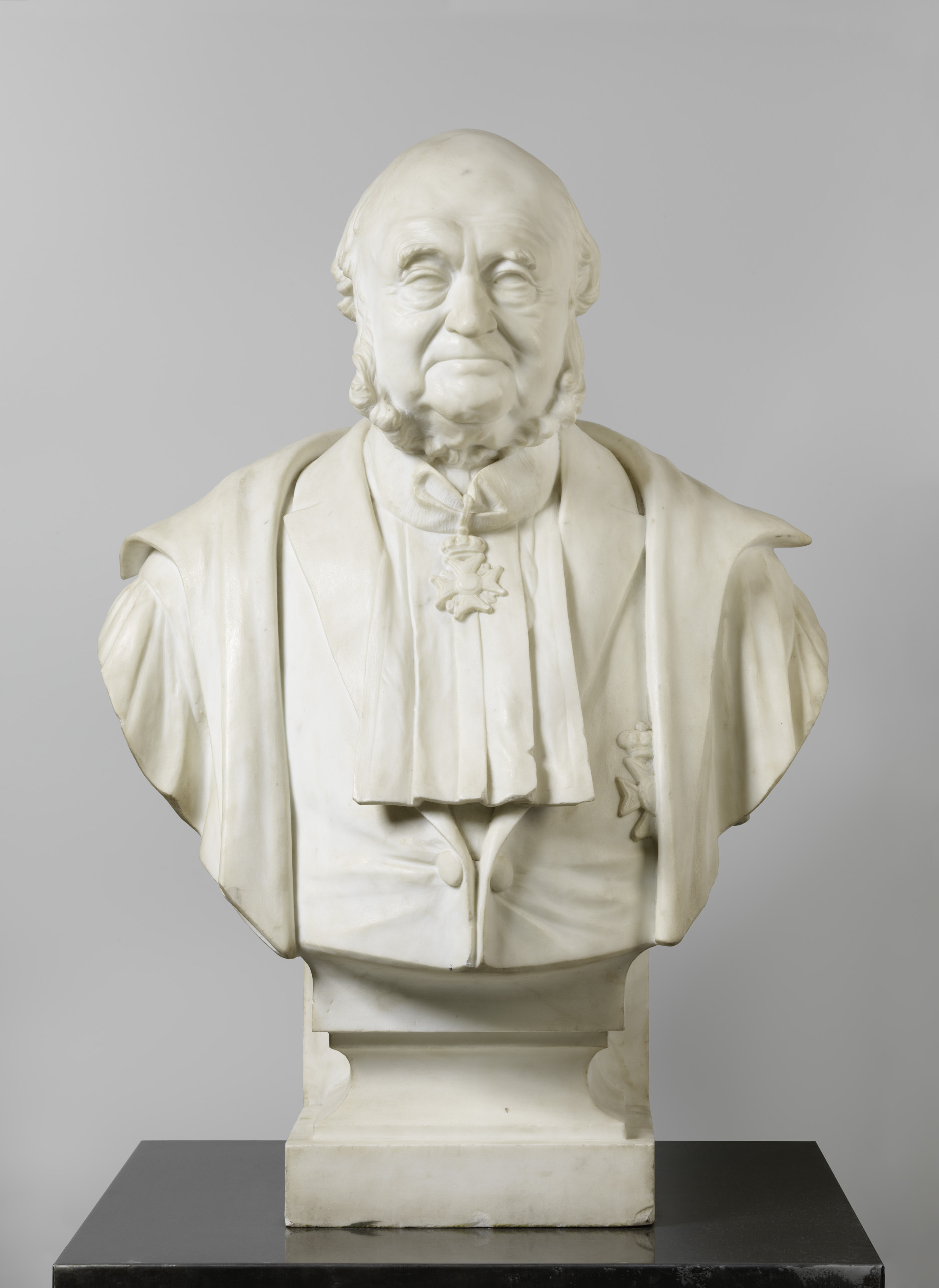
Buste van Nicolaas Beets (1898) door zijn zoon Cornelis Beets.

Nicolaas Beets (Haarlem, 13 september 1814 – Utrecht, 13 maart 1903), ook bekend onder het pseudoniem Hildebrand, was een Nederlandse auteur, dichter, predikant en hoogleraar.

## Biografie

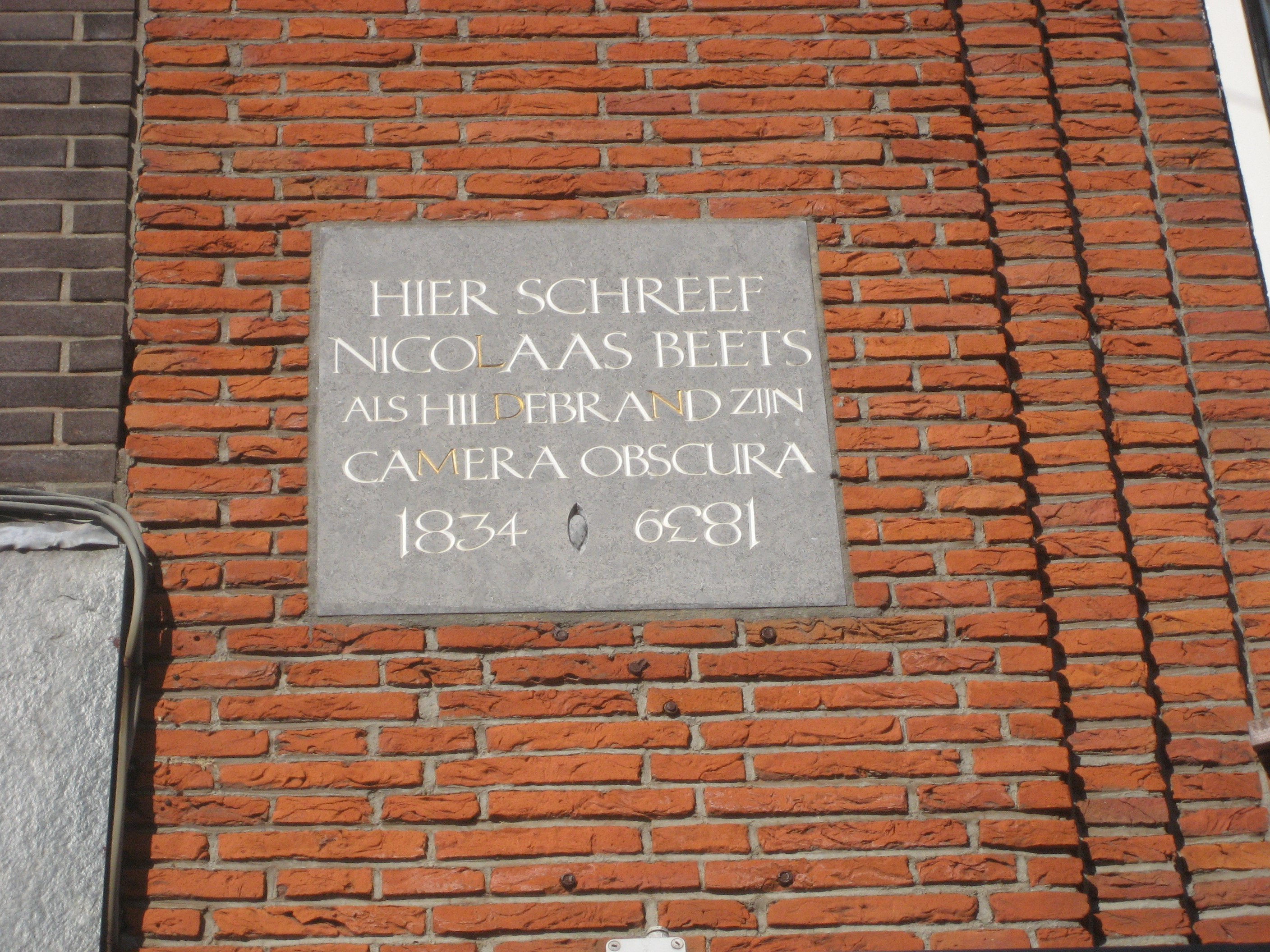
Breestraat 114 in Leiden, waar Beets de Camera Obscura schreef

Nicolaas Beets werd in Haarlem geboren als de zoon van een apotheker en studeerde van 1833 tot 1839 theologie aan de Rijksuniversiteit van Leiden (toen nog Academie geheten), waar hij in 1839 promoveerde tot doctor in de theologie. In zijn studententijd maakte hij dankzij zijn uit Engeland afkomstige vriend John Ingram Lockhart (1812-1889) kennis met het werk van de Engelse dichter Byron en schreef dichtstukken in diens trant, zoals 'José' (1834), 'Kuser' (1835) en 'Guy de Vlaming' (1837). Hij was bevriend met Johannes Kneppelhout ('Klikspaan'), Bernard Gewin ('Vlerk') en J.P. Hasebroek ('Jonathan') met wie hij samen met andere studenten een letterkundige club vormde.
In 1840 werd Beets beroepen tot predikant aan de Nederlandse Hervormde Kerk in Heemstede, waar hij in hetzelfde jaar trouwde met Aleida van Foreest, de zus van zijn studievriend Cornelis van Foreest en een kleindochter van de Leidse hoogleraar en redenaar Johannes van der Palm. Uit het huwelijk kwamen 9 kinderen voort. In 1859 hertrouwde hij met Jacoba Elisabeth, een zus van Aleida. Uit dit huwelijk kwamen 6 kinderen voort. Hij had goede contacten met de mannen van het Réveil en deelde hun bezwaren tegen het openbaar onderwijs, waar de godsdienst niet meer was dan een vak. Hij heeft in Heemstede in 1852 samen met ouders een protestantse basisschool opgericht. Deze bestaat nog steeds en heet nu de Nicolaas Beetsschool. 
Beets schreef proza, poëzie, en preken. Zijn bekendste werk is de Camera Obscura, dat hij onder het pseudoniem Hildebrand schreef in zijn studententijd en waarvan de eerste versie verscheen in 1839. Hij bleef tijdens de jaren daarna vaak verhalen toevoegen aan het werk waardoor het pas zijn definitieve vorm kreeg in 1851. Voor de oorsprong van Beets' schuilnaam zijn diverse verklaringen: één ervan is afkomstig van de firmanten van Camera-uitgever Bohn te Haarlem en verwijst naar een slager op de hoek van de (thans Gedempte) Oude Gracht en de Botermarkt aldaar, vlak bij Beets' ouderlijk huis. Dit was de uit Duitsland afkomstige Conrad Hildebrand (1815-1890). Misschien niet zonder toeval beschrijft Beets in 'De familie Kegge' een zelf slachtende slager. Over dit alles bestaat helaas geen zekerheid, evenmin als over andere verklaringen. Ook paus Gregorius VII (geboren als Hildebrand of wel Aldobrandeschi) wordt als oorsprong van Beets' pseudoniem genoemd.
Zijn mogelijk bekendste gedicht is De Moerbeitoppen Ruischten. Kerkmusicus Willem Vogel zette dit gedicht in 2004 op muziek. Ook Beets' gedicht 'Het putje van Heiloo' kreeg een melodie van Vogel.

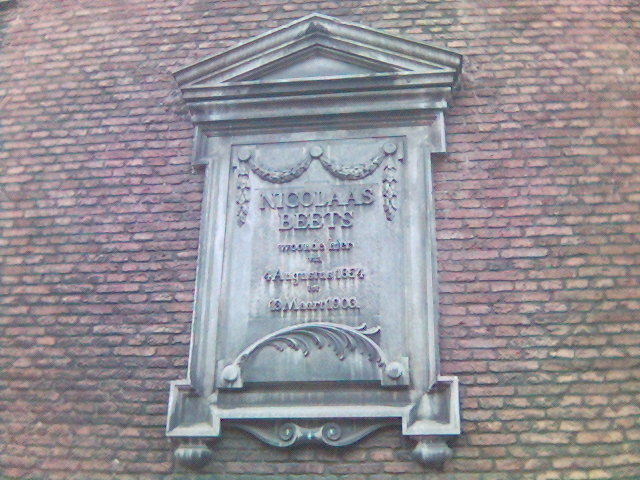
Gedenksteen aan het Beetshuis in de Boothstraat in Utrecht

In 1854 werd hij beroepen naar Utrecht. Van 1874 tot 1884 was hij hoogleraar in de kerkgeschiedenis aan de Rijksuniversiteit Utrecht. Beets toonde zich in zijn Utrechtse periode ook een sociaal betrokken burger, met name door zijn lidmaatschap van besturen van diverse maatschappelijke en culturele instellingen zoals het Provinciaal Utrechts Genootschap voor Kunsten en Wetenschappen (PUG). Zo hield hij, bewonderaar van de Britse antislavernijstrijder William Wilberforce en actief in de Utrechtse afdeling van de Nederlandse Maatschappij ter Bevordering van de Afschaffing der Slavernij, in 1863 een redevoering tegen de slavernij voor datzelfde Provinciaal Genootschap  (en schreef er zelfs twee gedichten tegen), pleitte hij in 1873 voor de aanleg van de waterleiding ter bestrijding van de cholera en was hij in 1888 medeoprichter van het latere, nog steeds bestaande Wilhelmina Kinderziekenhuis. 
Beets overleed op 88-jarige leeftijd in Utrecht aan een hersenbloeding en werd begraven op de Eerste Algemene Begraafplaats Soestbergen. Op zijn graf werd enkel de tekst 'salus mea christus' (Christus is mijn redding) geplaatst zonder zijn naam en geboorte- en sterftedatum. (Zijn enigszins verzakte graf werd in 2016 opgeknapt en op 10 september dit jaar 'onthuld'.) In zijn woonhuis aan de Boothstraat, nummer 6 (vlak bij het Janskerkhof) is inmiddels een afdeling van de Utrechtse universiteit gevestigd.
In 1962 werd in de Haarlemmerhout het Hildebrandmonument onthuld van de beeldhouwer professor Jan Bronner. Nadat het monument diverse malen ernstig werd beschadigd als gevolg van vandalisme werden de originele beelden verwijderd. Die zijn nu aanwezig in de beeldentuin van Museum De Fundatie, kasteel 't Nijenhuis, Heino (Ov.). Na restauratie werden in 2014 bronzen replica's van de beelden geplaatst, zijn fontein en omliggende parkaanleg hersteld en werd het monument op 13 september 2014 (de 200e geboortedag van Beets) weer in ere hersteld.
Beets werd evenals andere dominee-dichters geparodieerd door Cornelis Paradijs (Frederik van Eeden) in de bundel Grassprietjes of Liederen op het gebied van Deugd, Godsvrucht en Vaderland.
Maar van allen toch de baas.
Is de groote Nicolaas; -
Wat heeft hij niet saâmgedicht!
Hoeveel harten niet gesticht

Goethe met Homerus samen
Kunnen nooit zijn roem beschamen:
Want hij heeft wat hun ontbrak:
Echte vroomheid ... door zijn vak.
Bron: fragment uit Predikantenlied (hulde aan onzen geestelijken stand) in: Grassprietjes, uitg. W. Versluys, Amsterdam (1916)
Het archief van Nicolaas Beets is beschikbaar bij de Universiteitsbibliotheek Leiden en digitaal beschikbaar via Digital Collections

### Publicaties met Beets als auteur
- 1832 - Het leven is geen kunst, (handgeschreven) gedichtje gedateerd 31 juli 1832. Geen opdracht, aan John Ingram Lockhart? Niet in de verzamelde gedichten.
- 1834 - Jose. Een Spaansch verhaal[a][b]
- 1835 - De Masquerade (9 Februari 1835). Een gedicht[c][d]
- 1836 - Kuser. Een verhaal[e]
- 1837 - Guy de Vlaming. Een verhaal[f][g]
- 1838 - Spreken. Iets ten voordeel van het Groningsch Instituut voor doof-stommen[h]
- 1838 - N. Anslijn, Nz. Een woord aan allen die den Braven Hendrik gelezen hebben[i]
- 1838 - Gedichten[j][k]
- 1839 - Rijmbijbel[l]
- 1839 - De Aenea Silvio, qui postea Pius papa secundus, morum mentisque mutationis rationibus (academisch proefschrift)
- 1839 - Camera Obscura[m]
- 1839 - Aan de Bruid van den Erfprins[n]
- 1840 - Proza en poëzy. Verzameling van verspreide opstellen en verzen
- 1840 - Ada van Holland. Een gedicht[o]
- 1840 - Aan mijn vader , gedicht ter gelegenheid van de zestigste verjaardag van Beets' vader (in bewerkte vorm in de verzamelde gedichten)
- 1842 - Leven en karakter van J.H. van der Palm[p]
- 1843 - De Kruiswoorden. Zeven lijdenspreêken[q]
- 1845 - Een Paaschgezang[r]
- 1845 - Twaalf Preeken[s][t]
- 1845 - Troost der armen. Een lied in hunne woning op Kersavond 1845[u]
- 1846 - De Christen bij en op het ziekbed. Woorden van bestuur en vermaning in onze dagen[v]
- 1846 - Aan den heer Mr. Isaäc da Costa, op den 25sten verjaardag zijner Echtvereeniging. 11 Juli 1846.[w] Niet in de handel geweest.
- 1847 - De herstelde kranke. Woorden van bestuur en vermaning[x]
- 1847 - Christelijke lesjes voor jonge kinderen[y]
- 1847 - Een oud randschrift voor de nieuwe munt[z]
- 1847 - Chronologische kaart voor de geschiedenis van het volk van Israël tot op de verwoesting van Jeruzalem, ten gebruike bij de historische kanonieke en apokrieve Bijbelboeken. Naar de nieuwste Schrijvers opgemaakt
- 1848 - Des Christens schuld aan den Heidens Redevoering uitgesproken te Zeist, in de Broedergemeente
- 1848-1883 - Stichtelijke uren (9 delen)[aa][ab][ac][ad][ae][af][ag]
- 1848 - Navolgingen van lord Byron : De gevangene van Chillon, Mazeppa, Parisina, Fragmenten, Joodsche zangen, Verscheiden gedichten. Nieuwe herz. uitg.[ah]
- 1849 - Achttien Juny MDCCCXLIX. Een woord op den jongsten dank- en bededag, gesproken door een Evangeliedienaar[ai]
- 1849 - Herinneringen en indrukken van een kleine uitstap naar Londen in Mei 1847, Brieven aan een vriend[aj]
- 1849 - Houdt dat gij hebt, eene preek gehouden in Nederland 331 jaren na het optreden van Martin Luther, 200 jaren na den Munsterschen vrede[ak]
- 1850 - Des Heidens loon aan den Christen. Redevoering ...[al]
- 1851 - Het Oranjewater; 11 November 1851[am]
- 1851-1853 - Paulus in de gewichtigste oogenblikken van zijn leven en werkzaamheid voorgesteld[an]
- 1852 - Fantasie en werkelijkheid met betrekking tot het openbaar onderwijs. Openlijk schrijvend aan Dr. H.J. Spijker[ao]
- 1853 - Korenbloemen, Nieuwe gedichten[ap][aq]
- 1854 - De blijvende Heiland. Afscheidsrede gehouden te Heemstede, op den 25 Mei 1854[ar]
- 1854 - Een leeuw op de straten. Zendingsrede, gehouden te Haarlem, 16 February 1854[as]
- 1856 - De bevrijding der slaven. Redevoering, gehouden in de openbare vergadering van de Nederlandsche Maatschappij tot bevordering van de afschaffing der slaven[at]
- 1856 - Lijden dienstbaar aan eeuwig heil vroegpreek gehouden te Utrecht [na het overlijden zijner echtgenoote], den 18 Mei[au]
- 1856 - Verpoozingen op letterkundig gebied[av][aw]
- 1857 - Nieuwe gedichten[ax]
- 1858 - 'Heilands goedkeuring op de Christelijke zending. Redevoering uitgesproken te Rotterdam, den 21 July 1858, ter gelegenheid der algemeene vergadering van het Nederlandsche Zendelinggenootschap[ay]
- 1858 - Het volmaakte werk der lijdzaamheid[az]
- 1858-1873 - Verscheidenheden meest op letterkundig gebied. Een tijdschrift op onbepaalde tijden[ba]
- 1859 - Kleine verzameling uit de Stichtelijke uren[bb]
- 1860 - God ons betrouwen. Woorden gesproken in den Utrechtschen dank- en bedestond van Zondagavond. 25 November 1860[bc]
- 1861 - Gesprek met Vondel, naar aanleiding van ’t hem toegedacht standbeeld. Eene voorlezing in de maand Februarij 1861 gehouden[bd]
- 1861 - Iona. Overgedrukt uit de 'Vereeniging: Christelijke Stemmen'.[be]
- 1863 - Twaalf leerredenen
- 1863 - Verstrooide gedichten uit vroeger en later tijd (1831-1861)[bf][bg]
- 1863 - Voor henlieden geen plaats. Leerrede gehouden op den eersten Kerstdag[bh]
- 1865 - Aan mijne landgenooten op den 18den Juni 1865[bi]
- 1865 - De wandel met God. Leerrede gehouden den zondag na het overlijden van den eerwaarde Jorissen, emeritus predikant te Utrecht[bj]
- 1865 - Gods woord waarheid. Leerrede, onlangs voor de gemeente gehouden[bk]
- 1865 - Laat ons het goede doende niet vertragen. Redevoering uitgesproken te Zeist in de kerk der Evangelistische Broedergemeente, den 27 Julij 1865, den dag der algemeene vergadering der Broedersociëteit tot uitbreiding van het Evangelie onder de heidenen[bl]
- 1867 - De martelaren. Vaderlandsche herinnering aan de hervormde gemeente bij de viering van den gedenkdag der hervorming[bm]
- 1867 - Ten dage van den feestelijken optocht van h. h. studenten der Utrechtsche Hoogeschool ter viering van haar XLVIe lustrum, (25 Juni 1867). Welkomstgroet enz.[bn]
- 1867 - Waakt en bidt. Leerrede over Mattheüs 26:41, ter bevestiging van lidmaten (Domkerk 31 maart 1867)[bo]
- 1867 - Over kinderboeken, gesprek met Crito; benevens andere opstellen[bp][bq]
- 1868 - Een vaderlandsch lied op het veld bij Heiligerlee, drie honderd jaren na de overwinning aldaar op den 23sten Mei 1568 door Graaf Lodewijk van Nassau op de Spanjaarden behaald, waarbij Graaf Adolf van Nassau gesneuveld is; en ter gelegenheid van het leggen van den eersten steen tot een nieuw gedenkteeken, 23 Mei 1868, vorst en volk toegezongen[br]
- 1868 - Kort begrip der christelijke heilsleer. Niet in den handel[bs]
- 1869 - Feestcantate voor den dag der onthulling van het Nationaal Gedenkteeken voor 1813, 17 november 1869. Tekst van Nicolaas Beets bij muziek van W.F.G. Nicolai (1829 - 1896)[bt]
- 1869 - Madelieven. Nieuwe dichtbundel[bu][bv]
- 1869 Ter nagedachtenis van Mr. Jacob van Lennep in De werken van Vondel, ed. J. van Lennep Vol. XII, 1869, p. 1-26.
- 1870 - De kerk op den Vluchtheuvel ingewijd (19 Juni 1870). Een gedicht[bw]
- 1870 - Kerkredenen onder den indruk der tijdsomstandigheden uitgesproken[bx]
- 1870 - Eenige opmerkingen met betrekking tot de denkbeelden van den dag in de richting van de emancipatie der vrouw[by]
- 1871 - De reizangen in Vondel’s treurspelen, benevens andere opstellen[bz]
- 1871 - Een lied op het jaarfeest der Utrechtsche Zendingsvereeniging in April 1871. Uitgegeven ten voordeele der Utrechtsche Zendingsvereeniging
- 1872 - Geschenk aan jonge lidmaten der gemeente van Christus[ca]
- 1872 - Lijden op de weg tot heerlijkheid. Kerkrede gehouden op den 2en Paaschdag 1872 voor de hervormde gemeente in de Nicolaï-kerk te Utrecht[cb]
- 1873 - Op den dag der bevestiging. Aan jonge lidmaten der gemeente[cc]
- 1873 - De onthulling van het monument te Heiligerlee, in tegenwoordigheid van Z.M. den Koning den 23 Mei 1873. Dichtregelen uitgesproken te Winschoten[cd]
- 1873-1900 - Dichtwerken. Compleet in chronologische volgorde verzameld
  - Hieruit los verschenen:
    - Nog eens najaarsbladen. Gemengde gedichten 1880-1884[ce]
    - Winterloof. Late gedichten. 1884-1887
    - Dichtwerken. Deel 4 (1874-1884)
    - Nog eens winterloof. Nieuwste gedichten 1887-1892
    - Dennennaalden. Laatste gedichten 1892-1900. Met des schrijvers laatste portret en een eigenhandig geschreven gedicht
- 1873 - Een woord der Schrift over de rijken en armen[cf]
- 1873 - Gesprek over letterdieverij, navolging en oorspronkelijkheid en andere opstellen[cg]
- 1873 - Kerstzegen
- 1873 - Te Alkmaar, 8 October 1873. Reevoering ter gelegenheid van de plechtige steenlegging door Z.M. de Koning tot het op te richten gedenkteeken van Alkmaars ontzet (8 October 1573)[ch]
- 1874 - Paaschvreugde
- 1874 - Tabitha. Leerrede gesproken te Utrecht, des Zondags na de begrafenis van Mejonkvrouwe Anne Henriëtte Swellengrebel, Directrice van het Diaconessenhuis, overl. 30 Mei 1874[ci]
- 1875 - De wijsheid, die van boven is. Leerrede over Jacobus III, vers 17. Gehouden te Utrecht in de Domkerk ter opening van het academiejaar 1875-1876[cj]
- 1875 - Karakter. Karakterschaarschte, karaktervorming. Redevoering aan de Utrechtsche Hoogeschool, uitgesproken den 16 Maart 1875[ck]
- 1875 - Toespraak gehouden den 14en Juni 1875 voor oud-studenten en studenten der Leidsche hoogeschool[cl]
- 1875 - Zelfverheerlijking. Leerrede van 28 November 1875. Utrechts gedenkdag van Nederlands verlossing van de Fransche heerschappij, uitgesproken in de Domkerk[cm]
- 1876 - Ter nagedachtenis aan Otto Gerhard Heldring. Uitgegeven ten voordeele der Heldring-Stichtingen te Zetten[cn]
- 1877 - Houdt dat gij hebt. Kerkrede op den gedenkdag der Hervorming
- 1878 - Groote mannen en ware grootheid. Redevoering op den gedenkdag der stichting van de Utrechtsche Hoogeschool, 26 Maart 1878[co]
- 1879 - Lectuur voor het ziekvertrek, bijeengebracht uit de 'Stichtelijke Uren' en andere geschriften[cp]
- 1880 - Uit Nic. Beets’ dichtwerken. Een bloemlezing. Naar aanwijzing van den dichter[cq]
- 1881 - Najaarsbladen : gemengde gedichten, 1874-1880. Uit: Dichtwerken van Nicolaas Beets, 1830-1873 ; dl. 4, 1e stuk[cr]
- 1882 - Sparsa. Verzameling van verstrooide opstellen en kleine geschriften[cs]
- 1882 - Wie moet veranderen?
- 1883 - Orgelinwijding op Paaschmorgen in de Buurkerk (25 maart 1883)[ct]
- 1884 - Nog eens najaarsbladen. Gemengde gedichten, 1880-1884[cu][cv]
- 1885 - Gedenkboek[cw]
- 1885-1902 - Nieuwe verscheidenheden meest op letterkundig gebied
  - Hieruit los verschenen:
    - 1ste stuk: Auguste Barbier - Gesprek over smaak[cx]
    - 2de stuk: Poëzie in woorden en andere opstellen
    - 3de stuk: E.J. Potgieter. Persoonlijke herinneringen
    - 4de stuk: Kinker's eeuwfeest 1801... (etc.)
- 1887 - Winterloof : late gedichten, 1884-1887[cy][cz]
- 1887 - Na vijftig jaar. Noodige en overbodige opheldering van de Camera Obscura[da]
- 1889 - Voor de Behoeftige Blinden, bij de herdenking van het 25-jarig Bestaan hunner Werk-Inrichting (1864-1889)
- 1891 - Brokkelvoer van rijmspreuken, oud en jong, ontleend en eigen. Uitgegeven ten behoeve van den bouw eener protestantsche kerk te Valkenburg (L.)
- 1891 - De man van Smarten, de Heer der Heerlijkheid. Door den schrijver van de »Stichtelijke uren.”[db]
- 1900 - Dennenaalde. Laatste dichtbundel, 1892-1900. Genummerde editie met door Beets handgeschreven gedicht.[dc]
- 1903-1906 - Al de leerreden. Opnieuw uitgegeven naar de eerste drukken en naar tijdsorde gerangschikt
- 1903 - Verjaardag-album
- 1906 - Gedenkboek. Nieuwe uitgave
- 1906 - Verscheidenheden: De paradijsgeschiedenis en de Nederlandsche dichters. Vondel’s reizangen. Vondel en Rembrandt[dd]
- 1939 - Hildebrand, De familie Kegge.
- 1961 - Hildebrand, Een oude kennis van Teun de Jager. Bezorgd door A.A. Boudens
- 1988 - Hildebrand, De Leydse peuëraar
- 1999 - Hildebrand, Koppermaandag
- 2000 - Hildebrand, Een onaangenaam mensch in den Haarlemmerhout. Ingeleid en toegelicht door Dick Welsink

### Publicaties met Beets als vertaler
- 1837 - Parisina en andere gedichten van Lord Byron. Uit het Engelsch vertaald door N. Beets[de]
- 1843 - F. Strauss. Helon’s bedevaart naar Jeruzalem. Uit het Hoogduitsch door A. Kleyn, geboren Ockerse met eene voorrede van J.H. van der Palm, en opgehelderde aanteekeningen door J. Clarisse. 2e uitgave. De vertaling herzien door N. Beets
- 1844 - J.A. James. Geschenk van een Christelijken vader aan zijne opwassende kinderen. Naar den 14en druk van het Engelsche werk voor den Hollandsche lezer bewerkt door N. Beets[df]
- 1849 - A. Rochat. De Christelijke moeder in den omgang met hare kinderen geschetst. Uit het Fransch vertaald met een voorwoord over den schrijver, door N. Beets[dg]
- 1849 - De Roem der dagen, of de voordeelen van den dag des Heeren voor de arbeidende standen. Uit het Engelsch vertaald door N. Beets[dh]
- 1855 - John Angell James. De belijder van Christus, in eene reeks van raadgevingen en waarschuwingen, uit het Engelsch, door Nicolaas Beets[di]
- 1863 - Fr. Strauss. De doop in de Jordaan. Een tafereel uit de tweede eeuw der Christelijke kerk. Uit het Hoogduitsch, door wijlen vrouwe A. Klein, geboren Ockerse. De vertaling herzien door Nicolaas Beets[dj]
- 1867 - Godsdienstige en zedelijke zangen voor kinderen, naar Isaac Watts door Nicolaas Beets[dk]

### Publicaties met Beets als redacteur of samensteller
- 1838 - L.(Lieuwe) Schipper, Gedichtjes voor kinderen. Beets redigeerde de tekst op verzoek van de uitgever (Erven F. Bohn), de brief die hij aan de auteur schreef is als voorwoord in het boekje afgedrukt.
- 1839 - N. Anslijn: 'Viertal verhandelingen nagelaten door N. Anslijn, Nz., uitgegeven door N. Beets'. Alkmaar, H.J. van Vloten, 1839, VIII , 100p. Inhoud: 1. Elk heeft zijn popje; 2. De gedichtjes van Van Alphen als een zedelijk handboekje voor de jeugd beschouwd; 3. Middelen om den mensch ongelukkig te maken; 4. De natuurlijke historie als een voortreffelijk hulpmiddel bij de opvoeding der jeugd beschouwd. Anslijn, bekend door zijn 'Brave Hendrik', was enige tijd huisonderwijzer in het gezin Beets in Haarlem.
- 1859 - Het huisaltaar. Handboekjen voor godsdienstige huisgezinnen. Bijeengebracht en uitgegeven ten behoeve van het Asyl Steenbeek door Nicolaas Beets […]
- 1862 - A.C.W. Staring, Gedichten. Ter 3e uitgave nogmaals door wijlen den dichter herzien en met eene inleiding door N. Beets.
- 1870 - Bijbel bevattende al de Canonieke boeken van het Oude&Nieuwe Testament volgens de staten-overzetting, met tweehonderd platen van Gustav Doré, voorzien van een voorbericht en uitgegeven onder toezicht van Nicolaas Beets. Opgedragen aan H.M. de koningin der Nederlanden
- 1870 - Geka [mejuffrouw G. Knutzen], Gezangen. In het licht gegeven door Nicolaas Beets
- 1881-1882 - Constantijn Huygens, Volledige dichtwerken, met aanteekeningen van P. Leendertz Wz. Uitgegeven door de Hollandsche maatschappij van Fraaije Kunsten en Wetenschappen en onder toezicht van N. Beets.
- 1881 - Anna Roemers Visscher, Al de gedichten vroeger bekend en gedrukt of eerst onlangs in handschrift ontdekt naar tijdsorde en in verband met hare levensbijzonderheden, uitgegeven en toegelicht door Nicolaas Beets. Met portretten, plaat en facsimiles.
- 1885 - Tekst- en spreukkalender voor 1886
- 1885-1887 - Beets scheurkalender voor 1885-1887
- 1888 - Spreuk- en tekstkalender voor 1889
- 1904-1907 - Nicolaas Beets scheurkalender 1905-1908